# Рей Прайс
Рей Прайс (на английски: Ray Price) е американски кънтри певец и музикант.
Той е роден на 12 януари 1926 година в Перивил, Тексас.
Започва музикалната си кариера през 1948 година, а в началото на 1950-те години се премества в Нашвил, където постига първите си по-значими успехи. По онова време е близък с Ханк Уилямс, а след неговата смърт ръководи за известно време групата му. През 1953 година създава своя група, през която преминават редица кънтри музиканти, като Роджър Милър и Уили Нелсън, които по-късно стават популярни.
Рей Прайс умира от рак на панкреаса на 16 декември 2013 година в дома си в Маунт Плезант.